# Liste des partis politiques aux Îles Salomon
Les Îles Salomon sont une démocratie multipartite, dont la vie politique est fondée sur le système de Westminster. Néanmoins, le fonctionnement des partis politiques y diffère nettement des démocraties occidentales telles que le Royaume-Uni ou l'Australie. Les Îles Salomon n'ont jamais connu l'émergence de partis politiques stables, dotés d'une cohérence interne, d'un réel ancrage populaire ni d'un réel programme ou d'une idéologie clairement affirmés. En conséquence, les partis politiques sont éphémères (apparaissant et disparaissant avant et après les élections), et n'ont que peu ou pas d'existence en dehors du Parlement national. Il est fréquent que les députés changent d'étiquette politique après avoir été élu, que des députés d'opposition rejoignent la majorité parlementaire, et que des députés théoriquement d'un même parti siègent sur des bancs opposés du Parlement.

## Historique
Les premiers partis apparaissent lorsque les autorités coloniales britanniques amorcent une autonomie politique pour les Salomon dans les années 1960. Deux députés au premier Conseil législatif partiellement élu, Eric Lawson et Mariano Kelesi, fondent le Parti démocrate en 1965, le premier parti de l'histoire du pays. Ce parti n'a pas d'institutions clairement établies, et aucune existence réelle en dehors du Conseil législatif ; il disparaît quelques mois plus tard. En 1967, les députés Bill Ramsay et David Kausimae fondent le Parti national uni des îles Salomon qui, de même, n'a ni réelle structure, ni d'existence concrète en dehors du Conseil. En amont des élections législatives de 1973 deux partis apparaissent : le Parti progressiste populaire, de Solomon Mamaloni, et le Parti des îles Salomon unies, de Benedict Kinika. À la suite de l'élection, Mamaloni devient le premier Premier ministre du pays, à la tête d'une coalition parlementaire regroupant son parti et des députés sans étiquette. Ces deux partis disparaissent toutefois en cours de législature. Pour les élections législatives de 1976, la plupart des candidats se présentent sans étiquette, mais le syndicaliste Bartholomew Ulufa'alu se présente à la tête du parti qu'il a fondé : le Parti national démocrate (Nadepa). À la suite de l'élection, le député sans étiquette Peter Kenilorea devient Premier ministre, et mène le pays à l'indépendance ; Ulufa'alu et son parti constituent l'opposition parlementaire.
Trois principaux partis subsistent durant les années 1980 : le Nadepa (devenu le Parti libéral à la fin de la décennie), le Parti uni (de Kenilorea), et le Parti de l'alliance populaire (de Mamaloni). À partir des années 1990, la fragmentation des partis politiques s'accentue, de multiples partis éphémères se formant puis disparaissant au gré des élections, leurs députés changeant fréquemment d'étiquette.

## Législature 2014-2018
Douze partis politiques se présentent aux élections législatives de 2014, dont beaucoup sont nouvellement créés. Six partis obtiennent au moins un député, mais aucun n'obtient plus de sept des cinquante sièges du Parlement. La très grande majorité des élus n'ont aucune étiquette politique :
| Parti | Parti                  | Sièges | Changement par rapport à 2010 |
| ----- | ---------------------- | ------ | ----------------------------- |
|       | Alliance démocrate     | 7      | -5                            |
|       | Démocrates unis        | 5      | +3                            |
|       | Alliance populaire     | 2      | +1                            |
|       | Avancement rural       | 2      | -1                            |
|       | Parti Kadere           | 1      | n/a                           |
|       | Peuple d'abord         | 1      | n/a                           |
|       | Développement direct   | 0      | -3                            |
|       | Progressiste populaire | 0      | +0                            |
|       | Autres partis          | 0      | n/a                           |
|       | Sans étiquette         | 32     | +15                           |

Quatre partis (Démocrates unis, Alliance populaire, Kadere, Avancement rural) sont représentés dans le gouvernement de coalition formé par le Premier ministre sans étiquette Manasseh Sogavare.